# Ford Excursion
La Ford Excursion è un'autovettura di tipo crossover SUV di grandi dimensioni prodotta dal 1999 al 2005 dalla casa automobilistica statunitense Ford. 
È stato commercializzato come concorrente diretto del Chevrolet Suburban/GMC Yukon XL. Introdotto il 30 settembre 1999, il Ford Excursion è stato assemblato presso il Kentucky Truck Plant a Louisville insieme al Ford Super Duty; l'ultimo esempio è stato prodotto il 30 settembre 2005.